# لوبیشا تومباکوویچ
لوبیسا تومباکوویچ (به صربی: Љубиша Тумбаковић)، (زاده ۲ سپتامبر ۱۹۵۲ در صربستان و مونته‌نگرو) بازیکن بازنشسته و مربی فوتبال اهل صربستان است.

## دوران مربیگری

### مربیگری در ایران
تومباکوویچ در ایران مربی باشگاه‌های باشگاه فوتبال استیل‌آذین تهران بود که در آبان ۱۳۸۹ ازاین سمت برکنار شد. وی پیش از استیل آذین سرمربی تیم فوتبال شاندونگ لیونگ چین بود و با این تیم دو بار قهرمان سوپر لیگ فوتبال چین شده بود. او سابقه مربی گری در تیم‌های پارتیزان بلگراد و آ ا ک آتن یونان و قهرمانی در لیگ یوگسلاوی را هم دارد.